# Unca
Unca (eng. avoirdupois, ounce; simbol: ℥) jedinica je za masu. Definirana je u okviru avoirdupois sustava mase, po kojem je 1 avoirdupois funt jednak 16 avoirdupois uncama. Jedna unca jednaka je 28,35 g. Ime avoirdupois proizlazi iz francuskog izraza »aveir de peis« i znači »roba po težini«.

## Vanjske poveznice
- Konverter mjernih jedinica  Arhivirana inačica izvorne stranice od 21. lipnja 2021. (Wayback Machine)